# Strana lidové moci (Jižní Korea)
Strana lidové moci (hangul: 국민의힘; hanča: 國民의힘; přepis: Kukminuihim) je jihokorejská konzervativní pravicová politická strana. S počtem 108 poslanců má druhé největší zastoupení v jihokorejském jednokomorovém parlamentu.
Strana vznikla pod názvem United Future Party (UFP) 17. února 2020 sloučením Strany svobodné Koreje, Nové konzervartivní strany, strany Kupředu pro budoucnost 4.0 a dalších menších stran. 31. srpna 2020 změnila svůj název na současný Strana lidové moci (PPP).

## Frakce
V současné době po impeachmentu prezidenta Jun Sok-jola, který 3. prosince 2024 v zemi nečekaně vyhlásil stanné právo, což odůvodnil snahou „vymýtit síly, které napomáhají KLDR, a bránit demokratický ústavní pořádek“, je strana rozdělena na dvě frakce. Jedna, co souhlasí se sesazením prezidenta Juna a druhá, co jeho sesazení odmítá.

## Významní členové

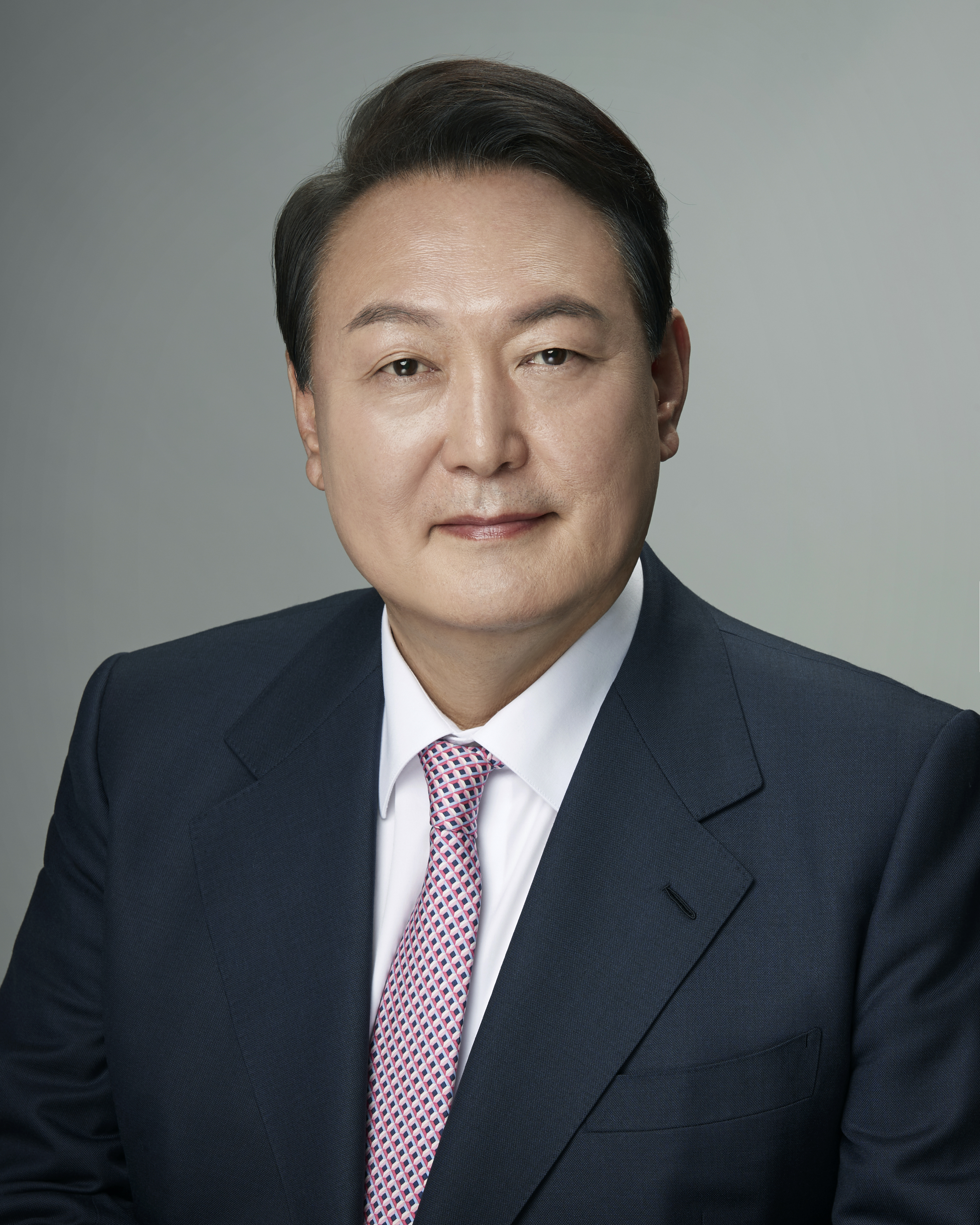
Současný prezident Jun Sok-jol (výkon funkce pozastaven)
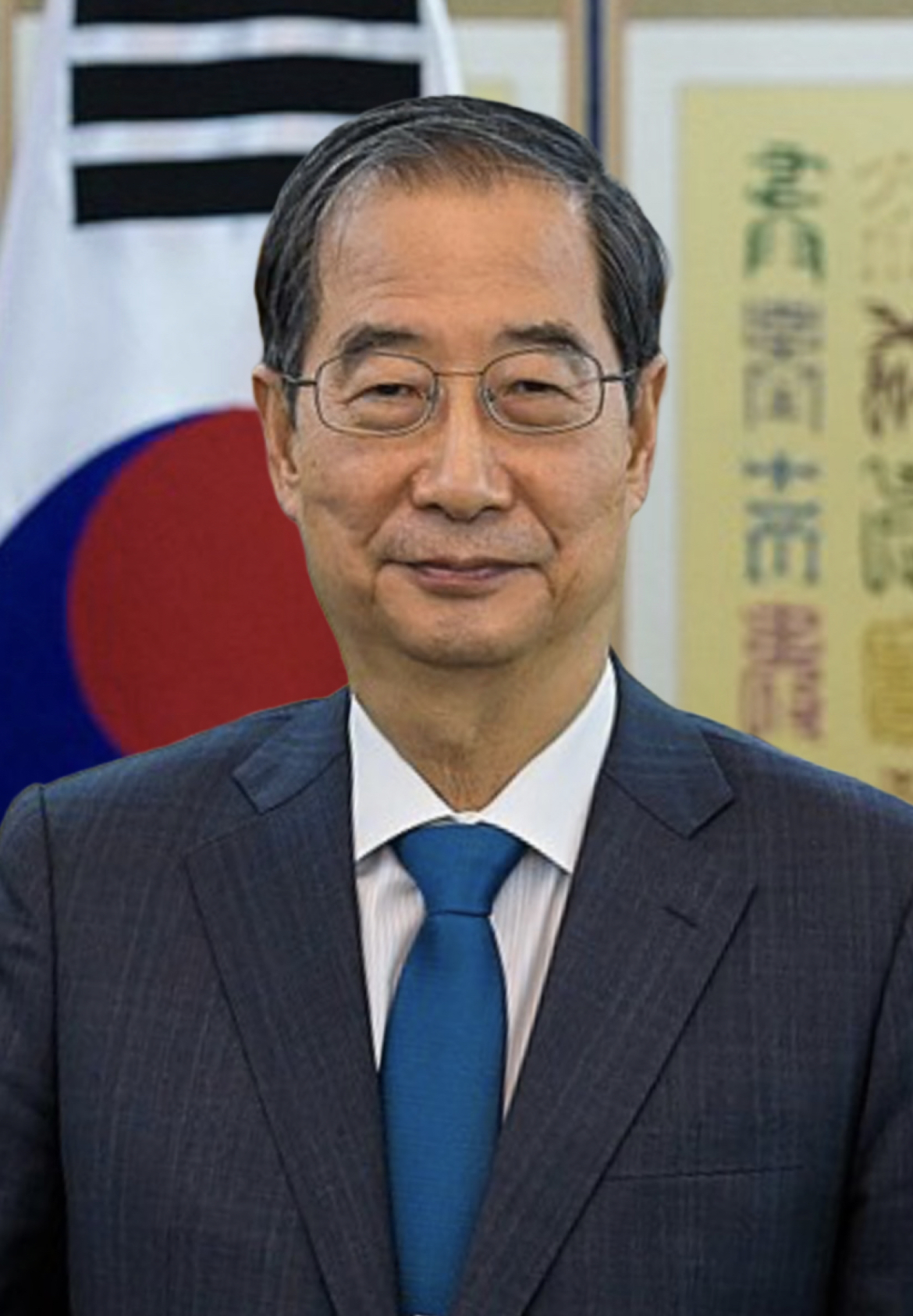
Současný premiér Han Tok-su
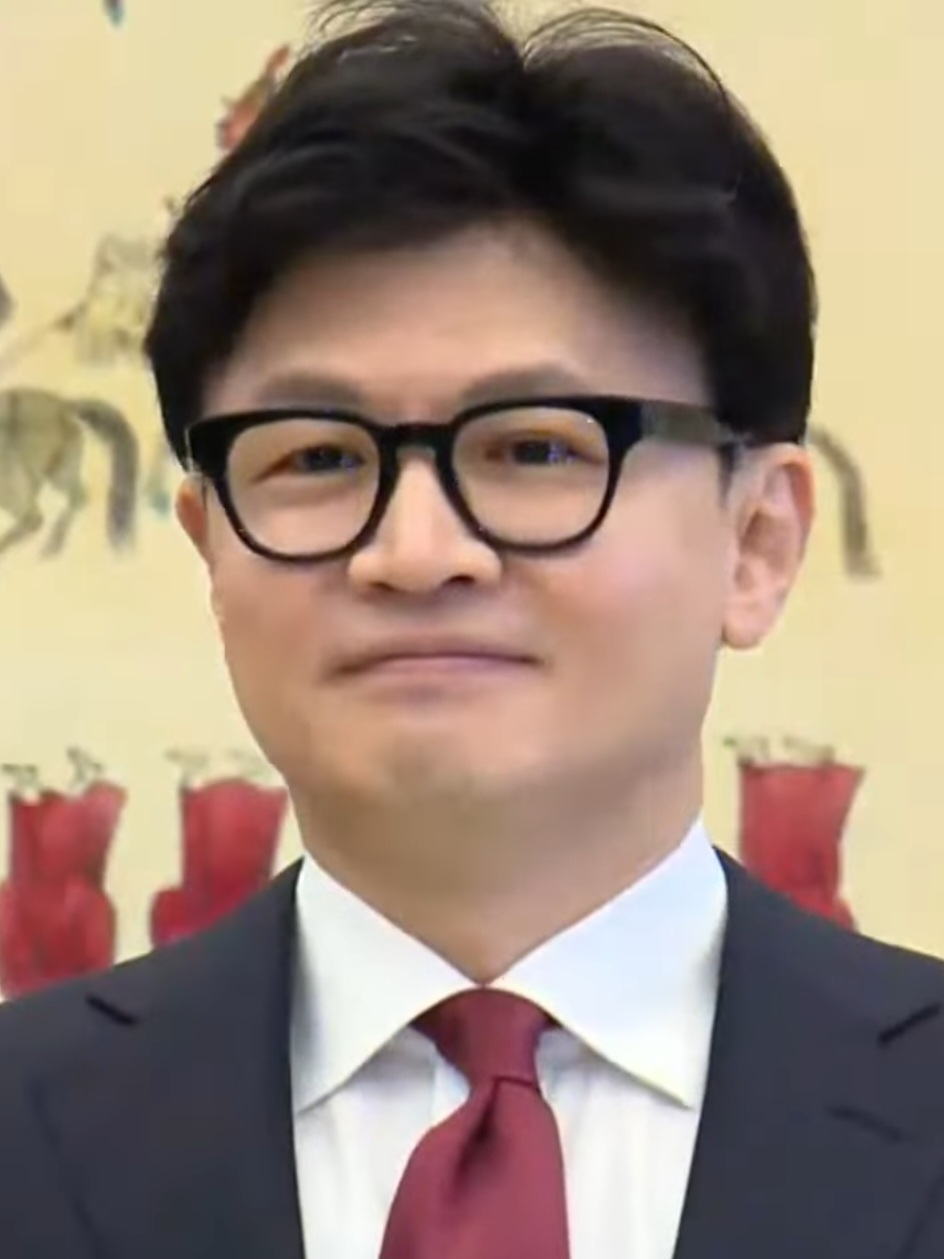
Bývalý ministr spravedlnosti a předseda stany Han Dong-hun
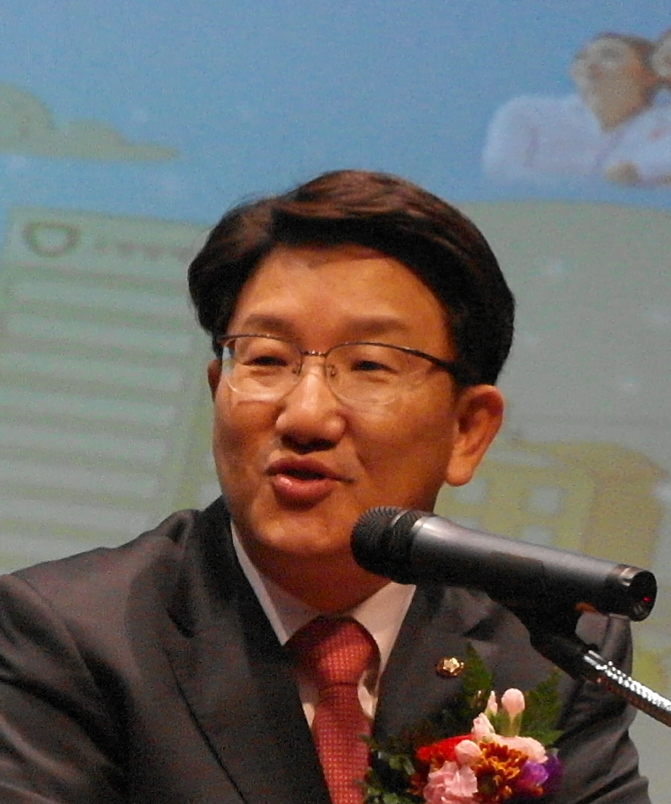
Současný předseda strany Kwon Song-dong

## Vlajky a barvy
| název barvy    | RGB         | CMYK      | HEX     |
| -------------- | ----------- | --------- | ------- |
| bílá           | 255 255 255 | 0 0 0 0   | #FFFFFF |
| PANTONE 1795 C | 230 30 43   | 0 96 82 1 | #E61E2B |
| PANTONE 306 C  | 0 181 226   | 76 0 0 0  | #00B5E2 |

vlajka Strany lidové Koreje
vlajka Nové konzervativní strany
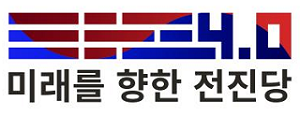
vlajka strany Kupředu pro budoucnost 4.0
vlajka Strany lidové moci

### Související stránky
- Jižní Korea
- Národní shromáždění Jižní Koreje
- Demokratická strana Koreje